# Курумада, Масами
Масами Курумада (яп. 車田正美 Курумада Масами, р. 6 декабря 1953 г.) — мангака и писатель, известный в качестве создателя Ring ni Kakero, Saint Seiya и B't X.
Первой работой Курумады стала OtokoRaku, получившая премию на конкурсе начинающих мангак, после чего он стал работать ассистентом у других авторов манги. В 1974 году он дебютировал на профессиональном поприще с мангой Sukeban Arashi, а спустя три года, с выходом Ring ni Kakero, приобрел большую популярность. В юности Курумада увлекался боевыми искусствами, и его манга прославилась своими сценами битв. Основными темами обычно являются дружба, храбрость и самопожертвование. Детали автор заимствует из древнегреческой мифологии, буддизма, японского фольклора и классической литературы, например, из «Божественной комедии». Персонажи Курумады — мужественные, честные и благородные мужчины. Девушки, как правило, находятся на второстепенных ролях. В интервью автор рассказывал, что его стиль развивался под влиянием таких известных мангак, как Мицутэру Ёкояма, Сампэй Сирато и особенно Хироси Мотомия.

## Работы
- OtokoRaku (Simple Man, 1974)
- Sukeban Arashi (Delinquent Storm, 1974—1975)
- Ring ni Kakero (Put it all in the Ring, 1977—1983)
- Jitsuroku! Shinwakai (Authentic gathering of Gods, 1979—1981)
- Fuuma no Kojirou (Kojirou of the Wind Spirits Clan, 1982—1983)
- Saigo! Jitsuroku Shinwakai (Final Authentic Gathering of Gods, 1983)
- Otoko Zaka (Man’s Hill, 1984, неоконченная манга)
- Saint Seiya (1986—1991)
- Shimamura-san Chi no Kodomotachi (Mr.Shimamura’s Children, 1989—1992)
- Aoi tori no Shinwa: ～BLUE MYTH～ (The myth of the Blue Bird, 1992)
- Silent Knight Shou (1993)
- Kyoufu Taiken (Dreadful Experience, 1993)
- B't X (1994—2000)
- Akaneiro no kaze (Crimson Wind, 1995)
- Shin Samurai Shodown (True Samurai Shodown, 1995)
- Evil Crusher Maya (1996)
- Ring ni Kakero 2 (Put it all in the Ring 2, 2000—настоящее время)
- Fuuma no Kojirou : RyuuSei Ansatsuchou (2003)
- Saint Seiya: Next Dimension (2006—настоящее время)
- Raimei-ni Kike (Listen in the Lightning, 2006—настоящее время)